# Iglesia adventista del Séptimo Día de la Luz del Mundo
La Iglesia Adventista del Séptimo Día de la Luz del Mundo  es una secta cristiana fundamentalista radicada en Angola que fue liderada por José Julino Kalupeteka (1963-) tras ser expulsado por indisciplina de la Iglesia Adventista del Séptimo Día en 2001, siendo fundada oficialmente por él y sus seguidores en 2007.

## Características y relevancia
Tras su creación, el grupo llegó a alcanzar miles de seguidores en el país. En 2012 y 2013 Kalupeteca fue acusado de incitar a sus fieles a no participar ni en los procesos electorales, ni en las campañas de vacunación. Más tarde, en abril de 2014, Kalupeteca fue también acusado de incitar a sus fieles a abstenerse de participar en el censo. El grupo ha sido también acusado de impedir a los menores de la secta acudir a la escuela.
El 15 de abril de 2015 la policía nacional lanzó una operación en el municipio de Caála (provincia de Huambo) para detener a Kalupeteka, el líder religioso del grupo, de 52 años, en la que se produjeron enfrentamientos entre los seguidores de la Iglesia y las fuerzas policiales, resultando muerto un policía. Al día siguiente los enfrentamientos se reprodujeron en torno al monte Sumi, en la localidad de Huambo, produciéndose la muerte de ocho policías y algunos civiles. La policía reconoció un saldo de 13 miembros de la secta y entre 7 y 9 policías. Sin embargo, el partido UNITA denunció que se habían producido cientos de muertos entre los seguidores de la secta, y que la masacre había sido una venganza por la muerte de los policías. Julino Lito Kalupeteka, uno de los hijos del líder de la secta (quien fue finalmente detenido y enviado a Huambo) solicitó a través de los medios de comunicación ayuda internacional. A estas denuncias se sumaron las declaraciones de Rupert Colville, portavoz del Alto Comisionado de las Naciones Unidas para los Derechos Humanos denunciando la masacre. lo que motivó que el gobierno de Luanda exigiera disculpas oficiales a la ONU. El presidente del país, José Eduardo dos Santos, afirmó que la secta religiosa era una amenaza para la paz nacional.